# Phạm Mậu Quân
Phạm Mậu Quân (1922-1988) là toán học gốc Việt, ông là giáo sư tại tại Đại học Lille và Đại học Paris-Nord (Pháp). Ông là một trong những người Việt đầu tiên có bằng tiến sĩ toán học ở nước ngoài sau Lê Văn Thiêm và Phạm Tỉnh Quát.

## Sự nghiệp
Theo như Trần Ngọc Ninh, thời phổ thông Phạm Mậu Quân là học trò của Hoàng Xuân Hãn và được ông khen là "thiên tài toán học". Năm 1948, Phạm Mậu Quân rời Hà Nội vào Sài gòn học toán và cư ngụ ở nhà Hồ Hữu Tường. Ông cộng tác với báo Sanh Hoạt và viết các bài khuyến khích việc dùng tiếng Việt trong các chương trình giáo dục. Cuối năm 1948, báo Sanh Hoạt ngưng hoạt dộng, Phạm Mậu Quân đậu tú tài Toán và sang Pháp du học.
Năm 1954, ông bảo vệ luận án tiến sĩ nhà nước tại Đại học Paris với nhan đề "Sur une théorie relativiste des fluides thermodynamiques" dưới sự hướng dẫn của giáo sư André Lichnerowicz. Ông có tham gia giảng dạy tại Đại Học Sài Gòn trong khoảng năm 1955-1957.
Ông về làm giáo sư cho Đại học Lille (từ năm 1962 đến 1969) và sau này trở thành giám đốc Viện Toán ở đây. Ông có lẽ là nhà toán học Việt Nam đầu tiên thành danh trong sự nghiệp ở nước ngoài.
Ở Pháp ông lập ra hội "Science et Culture pour le Vietnam" (Hội Khoa học và Văn hóa cho Việt Nam) theo cánh hữu không ủng hộ Việt Nam Dân chủ Cộng hòa đối lập với hội "Association des Etudiants Vietnamiens en Science et Technique" (Hội sinh viên Khoa học và Kỹ thuật Việt Nam tại Pháp) do Ngô Văn Quế chủ trương theo cánh tả. Đây là hai phong trào lớn của trí thức Việt kiều ở Pháp thời bấy giờ.
Ông là giáo sư tại Đại học Paris-Nord từ năm 1969.
Ông qua đời tháng 11 năm 1988 tại Paris.
Theo MathSciNet ông là tác giả của khoảng 46 công trình toán học trên đăng các tạp chí uy tín thế giới từ năm 1952 đến 1986. Ông là tác giả cuốn sách chuyên khảo sau
- Pham Mau Quan. Introduction à la géométrie des variétés différentiables. (French) Préface de A. Lichnerowicz. Monographies Universitaires de Mathématiques, No. 29 Dunod, Paris 1969 xvi+278 pp.

và viết nhiều giáo trình giảng dạy cũng như chủ biên các kỷ yếu hội nghị khoa học tại Pháp.